# Werner Hofmann (Kunstwissenschaftler)

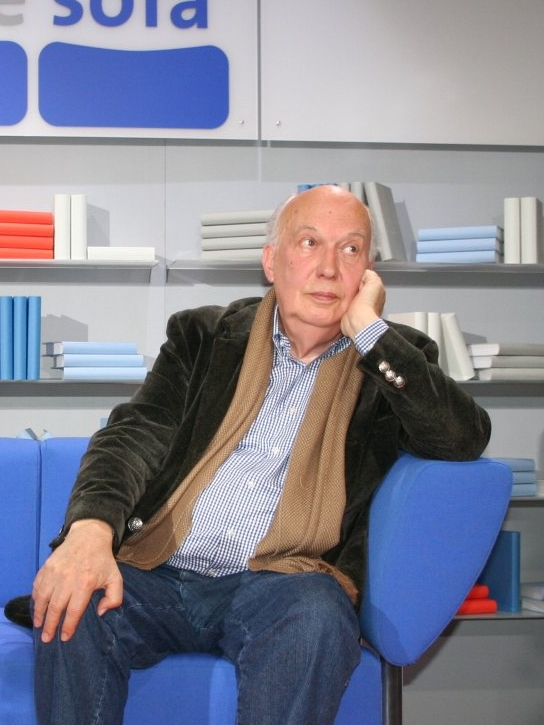
Werner Hofmann (2010)

Werner Hofmann (* 8. August 1928 in Wien; † 13. März 2013 in Hamburg) war ein österreichischer Kunsthistoriker, Kulturjournalist, Schriftsteller und Museumsdirektor.

## Leben und Wirken
Hofmann studierte von 1947 bis 1949 Kunstgeschichte in Wien und Paris. Von 1950 bis 1955 war er Assistent an der Albertina in Wien sowie Gastdozent am Barnard College, Columbia University in New York. 1964 erhielt er eine Gastprofessur an der University of California in Berkeley. Im Jahr 1962 wurde Hofmann von Unterrichtsminister Heinrich Drimmel (ÖVP) zum Gründungsdirektor des staatlichen „Museums des 20. Jahrhunderts“ (das Gebäude wird heute vom Belvedere 21 genutzt) bestellt. Das Museum firmiert heute an anderem Standort als Museum Moderner Kunst Stiftung Ludwig Wien (mumok). Hofmann leitete das M20 bis 1969.
Von 1969 bis 1990 war er Direktor der Hamburger Kunsthalle. Von 1981 bis 1982 hatte Hofmann eine Gastprofessur an der Harvard University in Cambridge, Massachusetts inne. Seit 1989 war Hofmann Mitglied der Österreichischen Akademie der Wissenschaften.
Hofmanns Ausstellungen in der Hamburger Kunsthalle, die Werke von Künstlern wie Caspar David Friedrich, Philipp Otto Runge, Francisco de Goya sowie zu zeitgenössischen Künstlern wie Franz Erhard Walther, Joseph Beuys und Georg Baselitz zeigten, „gelten als Meilensteine in der Ausstellungsgeschichte der Hamburger Kunsthalle und für die deutschen Kunstmuseen“. In Wien gestaltete Hofmann auf Einladung der damaligen Intendantin der Wiener Festwochen, Ursula Pasterk, 1987 die Ausstellung Zauber der Medusa im Künstlerhaus Wien.
Werner Hofmann starb am 13. März 2013 in Hamburg und wurde auf dem Friedhof Ohlsdorf (Planquadrat U 8) beigesetzt.

## Auszeichnungen
- 1970: Außerordentliches Mitglied der Akademie der Künste, Berlin (West), Sektion Bildende Kunst
- 1974: Mitglied der Freien Akademie der Künste in Hamburg
- 1979: Mitglied der Akademie der Künste, Berlin (West), Sektion Bildende Kunst
- 1982: Mitglied der Deutschen Akademie für Sprache und Dichtung
- 1990: Commandeur de l’Ordre des Arts et des Lettres
- 1991: Sigmund-Freud-Preis für wissenschaftliche Prosa
- 1992: Preis der Stadt Wien für Geisteswissenschaften
- 1993: Mitglied der Akademie der Künste, Berlin, Sektion Bildende Kunst
- 2008: Aby-M.-Warburg-Preis

## Schriften

### Als Autor
Aufsätze
e9j
- Produktive Konflikte (autobiographische Skizze). In: Martina Sitt (Hrsg.): Kunsthistoriker in eigener Sache. Reimer, Berlin 1990, S. 103–130, ISBN 3-496-00467-3.
- Nietzsche und die Kunst des 20. Jahrhunderts. In: Günther Baum und Dieter Birnbacher (Hrsg.): Schopenhauer und die Künste. Wallstein Verlag, Göttingen 2005, S. 308–323, ISBN 3-89244-947-3.
- Das Erhabene von unten. In: Claude Keisch (Hrsg.): „Daumier ist ungeheuer!“. Nicolai, Berlin 2013, S. 10–19 (zugl. Katalog der gleichnamigen Ausstellung).
- Jörg Deuter, Gert Schiff. Von Füssli zu Picasso. Mit einer Einleitung von Werner Hofmann.

Monographien
- Die Karikatur von Leonardo bis Picasso. Philo Fine Arts, Hamburg 2007, ISBN 978-3-86572-642-1 (EA Hamburg 1956)
- Zeichen und Gestalt. Die Malerei des 20. Jahrhunderts (Fischer-Bücherei; Bd. 161). Fischer, Frankfurt/M. 1957.
- Die Plastik des 20. Jahrhunderts (Fischer-Bücherei; Bd. 239). Fischer, Frankfurt/M. 1958.
- Das irdische Paradies. Kunst im 19. Jahrhundert. Prestel, München 1960.
- Georges Braque. Das graphische Werk. Hatje, Stuttgart 1961.
- Grundlagen der modernen Kunst. Eine Einführung in ihre symbolischen Formen (= Kröners Taschenausgabe. Band 355). 4., ergänzte Auflage. Kröner, Stuttgart 2003, ISBN 3-520-35504-3 (EA Stuttgart 1966).
- Von der Nachahmung zur Wirklichkeit. Die schöpferische Befreiung der Kunst 1890–1917. DuMont Schauberg, Köln 1974, ISBN 3-7701-0487-0
  - englisch: Turning Points in 20th Century Art. Allen Lane Publ., London 1969.
- Kunst und Politik. Über die gesellschaftliche Konsequenz des schöpferischen Handelns. Verlag Galerie der Spiegel, Köln 1969 (basiert auf Veröffentlichungen in der Zeitschrift Merkur, im April 1968).
- Gustav Klimt und die Wiener Jahrhundertwende (Fundus; Bd. 167). Philo Fine Arts, Hamburg 2008, ISBN 978-3-86572-653-7 (EA Salzburg 1970).
- Nana. Mythos und Wirklichkeit. DuMont, Köln 1987, ISBN 3-7701-0686-5 (EA Köln 1973)
- Marsyas und Apoll. Callwey, München 1973, ISBN 3-7667-0237-8 (i. A. der Bayerischen Akademie veröffentlicht)
- Das irdische Paradies. Motive und Ideen des 19. Jahrhunderts. Prestel, München 1974, ISBN 3-7913-0084-9.
- Gegenstimmen. Aufsätze zur Kunst des 20. Jahrhunderts. Suhrkamp, Frankfurt/M. 1979, ISBN 3-518-37054-5.
- Das entzweite Jahrhundert. 1750–1830 (Universum der Kunst; Bd. 40). Beck, München 1995, ISBN 3-406-39624-0.
- Caspar David Friedrich. Naturwirklichkeit und Kunstwahrheit. Beck, München 2000, ISBN 3-406-46475-0.
- Goya. Vom Himmel durch die Welt zur Hölle. 2. Aufl. C. H. Beck, München 2004, ISBN 3-406-48619-3 (EA München 2003).
- Daumier und Deutschland. Deutscher Kunstverlag, Berlin 2004, ISBN 3-422-06450-8.
- Die gespaltene Moderne. Aufsätze zur Kunst. Beck, München 2004, ISBN 3-406-52185-1.
- Degas und sein Jahrhundert. Beck, München 2007, ISBN 978-3-406-56497-0.
- Phantasiestücke. Über das Phantastische in der Kunst. Hirmer, München 2010, ISBN 978-3-7774-2941-0.
- Avramidis: Der Rhythmus der Strenge. Hirmer, München 2011, ISBN 978-3-7774-3911-2.
- Die Schönheit ist eine Linie. 13 Variationen über ein Thema. Beck, München 2014, ISBN 978-3-406-64490-0.
- Die Steinerne Bibel. Die Rätsel von Schöngrabern. Ein Fragment (Texte: W. H. und Ralph Andraschek-Holzer. Fotos: Wilhelm Cerveny). Verlag Bibliothek der Provinz, Weitra 2017, ISBN 978-3-902416-76-6.

### Als Herausgeber
- Henry Moore. Schriften und Skulpturen (Fischer-Bücherei; Bd. 250). Fischer, Frankfurt/M. 1959.
- Caspar David Friedrich. Kunst um 1800. Prestel Verlag, München 1974, ISBN 3-7913-0095-4 (zugl. Katalog der gleichnamigen Ausstellung, Hamburger Kunsthalle, 14. September bis 3. November 1974).
- William Turner und die Landschaft seiner Zeit. Prestel Verlag, München 1976, Katalog der gleichnamigen Ausstellung, Hamburger Kunsthalle